# Hypobranchiaea
Hypobranchiaea A.Adams, 1847 è un genere di molluschi nudibranchi appartenente alla famiglia Corambidae. Il genere è attualmente classificato come taxon inquirendum, ovvero la sua validità tassonomica è incerta.

## Tassonomia
Al genere venivano in passato attribuite due specie:
- Hypobranchiaea depressa A.Adams, 1847
- Hypobranchiaea fusca A.Adams, 1847